# The Daily Mail / Staircase
«The Daily Mail» / «Staircase» — сингл английской альтернативной рок-группы Radiohead, выпущенный 19 декабря 2011 года в форматах цифрового скачивания WAV и MP3. Обе композиции взяты с видеоальбома The King of Limbs – From the Basement.
В интервью на BBC Radio 1 гитарист Radiohead Эд О’Брайен объяснил, что «„The Daily Mail“ существовала вот уже почти шесть лет»; когда группа решила исполнить песню на From the Basement, конечная аранжировка «была завершена в течение недели» и включала оркестр духовых инструментов, организованный Джонни Гринвудом. В интервью на BBC 6 Music О’Брайен рассказал, что работа над «Staircase» велась и до записи The King of Limbs, но до выпуска альбома дело не заходило дальше демозаписей.

## Список композиций
| №                   | Название            | Длительность |
| ------------------- | ------------------- | ------------ |
| 1.                  | «The Daily Mail»    | 3:37         |
| 2.                  | «Staircase»         | 4:31         |
| Общая длительность: | Общая длительность: | 8:08         |

## Чарты
| Чарт             | Позиция |
| ---------------- | ------- |
| UK Singles Chart | 71      |